# Шевченко (Хомутовский район)
Шевченко — посёлок в Хомутовском районе Курской области. Входит в состав Романовского сельсовета.

## География
Посёлок находится у ручья Мицкий (приток ручья Романовский в бассейне Сева), в 23 км от российско-украинской границы, в 108 км к северо-западу от Курска, в 8 км к северо-востоку от районного центра — посёлка городского типа Хомутовка, в 2 км от центра сельсовета — села Романово.
Улицы
В посёлке улица Зелёная.
Климат
Шевченко, как и весь район, расположен в поясе умеренно континентального климата с тёплым летом и относительно тёплой зимой (Dfb в классификации Кёппена).
Часовой пояс
Посёлок Шевченко, как и вся Курская область, находится в часовой зоне МСК (московское время). Смещение применяемого времени относительно UTC составляет +3:00.

## Население
| 2002 | 2010 |
| ---- | ---- |
| 68   | ↘39  |

## Инфраструктура
Личное подсобное хозяйство. В посёлке 70 домов.

## Транспорт
Шевченко находится в 12 км от автодороги федерального значения М3 «Украина» (Москва — Калуга — Брянск — граница с Украиной), в 3,5 км от автодороги А142 (Тросна — М-3 «Украина»), в 9 км от автодороги регионального значения 38К-040 (Хомутовка — Рыльск — Глушково — Тёткино — граница с Украиной), на автодорогe межмуниципального значения 38Н-657 (А-142 — Романово — Шевченко с подъездом к х. Жукова), в 30 км от ближайшего ж/д остановочного пункта 525 км (линия Навля — Льгов I).
В 200 км от аэропорта имени В. Г. Шухова (недалеко от Белгорода).